# Насаф (футбольний клуб)

Логотип клубу до 2011 року

Логотип клубу в 2011—2012 роках

Насаф (узб. Nasaf) — професійний узбецький футбольний клуб з міста Карші.

## Колишні назви
- 1985—1988 — «Геолог»
- 1990—1991 — «Геолог»
- 1992—1992 — «Пахтачи»
- 1993—1995 — «Насаф»
- 1996—1996 — «Динамо-Насаф»
- з 1997 — «Насаф»

## Історія
Команда бере участь у вищій лізі країни з 1997 року.
Найбільша кількість виходів на поле в складі команди — Рузікул Бердиєв (314 разів).
Найкращий бомбардир команди — Зафар Холмурадов (181).
Футболіст, який забив найбільшу кількість м'ячів у одному сезоні — Зафар Холмурадов (30 голів, 2000 рік).
Найбільша перемога — 7:0 («Металург» м Бекабад, 2004).
Найбільша поразка — 0:6 («Андижан», 1998 рік).
У Вищій Лізі всього проведено 502 гри. З них зареєстровано 276 перемог, 94 внічию, 132 поразки, різниця між забитими і пропущеними голами 918 — 600, 922 очка.
Вперше в історії Кашкадар'їнської області в 1994 році команда міста Мубарек «Машал», завоювавши перемогу в першій лізі, в подальшому сезоні почала грати разом з найсильнішими командами країни. Протримавшись у вищій лізі протягом двох років, команда, що складається в основному з молодих, недосвідчених, місцевих хлопців з працею зберегла місце в цій лізі. У тому складі виступали — Костянтин Смірнов, Асрор Алікулов, Анвар Бердиєв, Олег Каххоров. З ініціативи керівництва області, в 1997 році, «Машал» поступився своїм місцем у вищій лізі команді «Насаф». До цього часу в першій лізі честь міста Карші захищала команда «Динамо-Насаф» (яка раніше виступала під назвами «Геолог», «Насаф»). А команда «Маш'ал» в першому дивізіоні посіла місце команди «Динамо-Насаф».
Таким чином, після проведення взаємної рокіровки цих двох команд області, з сезону 1997 року почалася діяльність команди «Насаф» у вищій лізі. В цьому ж році стадіон «Мехнат» міста Карші був реконструйований і перейменований в центральний стадіон «Насаф». Свій дебют у вищій лізі каршинцям, під керівництвом тренера Віктора Борисова, вдалося завершити в шістці найкращих команд країни.
У сезоні 1998 роки команда «Насаф» продовжила свій шлях до вершини. Навіть після відставки Віктора Борисова після нищівної поразки клубу від «Андижану» з рахунком 0: 6, команда, з новим тренером Віктором Макаровим, дійшла до фінішу п'ятою. Третій сезон був найгіршим сезоном в історії клубу — 11 місце.
Після невдач в сезоні 1999 року, в команді відбулися докорінні зміни. Склад оновився на 80 %. Головним тренером команди був призначений фахівець з міста Коканд — Бахром Хакімов. Під керівництвом нового тренера, команда почала послідовно досягати найвищих результатів в історії клубу. В останні роки ХХ століття «Насаф» заявив про себе як один з найсильніших клубів чемпіонату, н6авіть такі сильні команди, як діючий чемпіон того часу — «Дустлик», «Нефтчі», «Навбахар» та «Пахтакор» зазнали поразок в іграх, проведених в місті Карші. У той рік, набравши 85 очок в чемпіонаті, команда зайняла на п'єдесталі почесне третє місце з двадцяти команд-учасниць. Ця була перша медаль каршинців в історії їх виступів у вищій лізі. Нападник команди Зафар Холмуродов, також як і його клуб, став володарем бронзової медалі у змаганні бомбардирів чемпіонату. З 92 забитих м'ячів у ворота суперників автором 1/3 цих голів є Зафар Холмуродов. У сезоні 2001 року колекція медалей команди «Насаф» була поповнена ще однією бронзовою медаллю.
У 2001—2002 році можливість захистити честь країни на кубку чемпіонів Азії випала команді «Насаф», через відмову команд «Дустлик» і «Нефтчі» від участі на даному змаганні. І саме тоді, за Каршинськими футболістами були закріплені значущі перемоги серед азійських команд — учасниць. Спочатку, перемігши чемпіонів Туркменістану і Таджикистану, команда гідно протистояла чемпіонам Ірану та Кувейту в групових іграх, що пройшли в ОАЕ. Серед клубів Узбекистану, «Насаф», після команди «Нефтчі», змогли дійти до півфіналу одного з найпрестижніших змагань континенту. Зрозуміло, четверте місце на турнірі континенту для третьої команди Узбекистану є великим досягненням. Команда дійшла до фіналу і на змаганнях Кубку Узбекистану, проте програла «Пахтакор» у фіналі з рахунком 1:3.
П'ятирічна діяльність Бахрома Хакімова в «Насафі» завершилася в зв'язку з непопаданням команди до лав призерів 2003—2004 рр. У 2005 році, після того як команду очолив тренер з України — Олег Морозов, Каршинські футболісти закінчили перше коло сезону, отримавши перше місце. У 2006 році, після повернення Бахрома Хакимова в команду, «Насаф» став чотириразовим бронзовим призером країни.
Друге коло сезону 2007 року каршинці, під керівництвом Фомічова закінчили, потрапивши в шістку найсильніших. У сезоні ж 2008 року, «Насаф» обмежився 9 місцем. В результаті чого, в складі керівництва клубу відбулися великі зміни. Так, керівником і менеджером команди «Насаф» був призначений Бахром Давлатов, який вніс свою лепту в успішні виступи команди у вищій лізі.
Одне з провідних промислових підприємств не тільки в Кашкадар'я, а й країні, газо-хімічний комплекс «Шуртангазкіме», призначено засновником і головним спонсором клубу.
У 2009 році футболісти команди «Насаф» під керівництвом Віктора Кумикова провели сезон в піднесеному настрої і після трирічної перерви в п'ятий раз стали володарями бронзової медалі. Якщо в першому колі сезону 2010 року головним тренером команди був Віктор Кумиков, то в другому колі його змінив відомий фахівець з України Анатолій Васильович Дем'яненко. В результаті, знову третє місце. Крім цього, в останні два роки, при клубі розпочала свою діяльність футбольна академія, і вже почала давати свої перші результати. У цю академію був запрошений Сергій Петрович Кучеренко з України і вихованці (1994—1995 року народження) футбольної школи при клубі в 2010 році стали чемпіонами серед своїх однолітків.
На початку сезону 2011 року, маючи в складі деяких досвідчених і талановитих футболістів, перед Каршинський футболістами була поставлена задача брати участь в трьох важливих змаганнях — Кубку АФК, Чемпіонату Узбекистану та Кубку Узбекистану. На чолі відомого українського фахівця Анатолія Дем'яненка, каршинські футболісти в 2011 році виграли кубок АФК. У фінальному матчі Кубку АФК, що відбувся в місті Карші, вони перемогли команду «Аль-Кувейт» з рахунком 2:1. Нападник «Насафу» з Чорногорії Іван Бошкович став найкращим бомбардиром турніру, а півзахисник з Туркменістану Артур Геворкян отримав приз найкращого гравця Кубка АФК-2011. На фіналі турніру був присутній виконувач обов'язків президента АФК Жанг Жілонг, він же вручав медалі та кубок АФК гравцям команди. Саме в цьому сезоні Каршинський гравці, після восьмирічної перерви, дійшли до фіналу Кубку Узбекистану. У змаганнях чемпіонату Узбекистану «дракони» в своїй історії досягли найкращого результату, вони стали срібними призерами.
На початку сезону 2012 року Рузікул Бердиєв виступав в ролі головного тренера команди. Хоча в іграх національного чемпіонату футболісти команди «Насаф» продовжували грати без поразок, в змаганні Ліги Чемпіонів Азії, каршинські футболісти закінчили груповий етап з невдачею (6 ігор, 1 нічия, 5 поразок). В результаті, Усмон Тошев став головним тренером замість Рузікула Бердиєв. Під керівництвом Тошева, команда грала до останніх турів першості чемпіонату, в результаті команда несподівано завоювала 4-те місце. В останньому турі чемпіонату, керівництво відправлений у відставку У.Тошев і на посаду головного тренера команди був призначений Рузікул Бердиєв.
Каршинські футболісти, які провели сезон 2013 року під керівництвом тренера Рузікул Бердиєва, знову зайняли призові місця, після одного року перерви. Незважаючи на невдалий початок в перших зустрічах чемпіонату Насафу, згодом команда почала набирати очки і закінчили сезон, посівши 3-тє місце. Протягом сезону, головний тренер команди Рузікул Бердиєв, був п'ятикратно визнаний «Найкращим тренером місяця», а туркменський легіонер клубу Артур Геворкян, був чотири рази визнаний «Найкращим гравцем місяця». За підсумками року, звання «Найкращий тренер року» був удостоєний Рузікул Бердиєв, в той час, як «Найкориснішим футболістом клубу» Вищої Ліги-2013 року став Артур Геворкян. А також, прес-служба «Насаф» за 2013 рік була удостоєна звання «Найкраща прес-служба року». Радісною подією для Кашкадарьинском уболівальників стала звістка про участь «Насафу» у відбірковому етапі Ліги Чемпіонів Азії в сезоні 2014 року.

## Стадіон
Насаф грає свої домашні матчі на стадіоні «Марказій», який був побудований в 2006 році, перший матч на новому стадіоні було зіграно між командами Насаф (Карші) та Уз-Донг-Жу (Андижана) 8 серпня 2008 року. Стадіон був місцем проведення фіналу Кубку АФК 29 жовтня 2011 року.

## Досягнення
- Чемпіонат Узбекистану
  -  Чемпіон (1): 2024
  -  Срібний призер (4): 2011, 2017, 2020, 2023
  -  Бронзовий призер (9): 2000, 2001, 2005, 2006, 2009, 2010, 2013, 2014, 2015
- Кубок Узбекистану
  -  Переможець (4): 2015, 2021, 2022, 2023
  -  Фіналіст (5): 2002/2003, 2011, 2012, 2013, 2016
- Суперкубок Узбекистану
  -  Переможець (4): 2016, 2023, 2024, 2025
- Кубок АФК
  -  Переможець (1): 2011
- Азійська Ліга Чемпіонів
  - 2001/02 — 1/2 фіналу
- Володар призу «Fair play» АФК: 2002, 2011

## Статистика виступів у національних чемпіонатах
| Сезон | Див. | Міс. | Іг. | В  | Н | П  | ЗМ | ПМ | О  |
| ----- | ---- | ---- | --- | -- | - | -- | -- | -- | -- |
| 1997  | УзЧ  | 6    | 34  | 15 | 8 | 11 | 68 | 57 | 53 |
| 1998  | УзЧ  | 5    | 30  | 12 | 9 | 9  | 43 | 31 | 45 |
| 1999  | УзЧ  | 5    | 30  | 12 | 9 | 9  | 43 | 31 | 45 |
| 2000  | УзЧ  | 3    | 38  | 26 | 7 | 5  | 92 | 52 | 85 |
| 2001  | УзЧ  | 3    | 34  | 22 | 5 | 7  | 82 | 47 | 71 |
| 2002  | УзЧ  | 4    | 30  | 18 | 4 | 8  | 59 | 38 | 58 |
| 2003  | УзЧ  | 4    | 30  | 19 | 3 | 8  | 58 | 40 | 60 |
| 2004  | УзЧ  | 4    | 26  | 17 | 3 | 6  | 66 | 31 | 54 |
| 2005  | УзЧ  | 3    | 26  | 16 | 3 | 7  | 50 | 31 | 51 |
| 2006  | УзЧ  | 3    | 30  | 20 | 4 | 4  | 63 | 33 | 70 |

| Сезон | Див. | Міс. | Іг. | В  | Н | П  | ЗМ | ПМ | О  |
| ----- | ---- | ---- | --- | -- | - | -- | -- | -- | -- |
| 2007  | УзЧ  | 6    | 30  | 13 | 5 | 12 | 43 | 43 | 44 |
| 2008  | УзЧ  | 9    | 30  | 10 | 5 | 15 | 28 | 36 | 35 |
| 2009  | УзЧ  | 3    | 30  | 16 | 7 | 7  | 47 | 27 | 55 |
| 2010  | УзЧ  | 3    | 26  | 13 | 7 | 6  | 30 | 20 | 46 |
| 2011  | УзЧ  | 2    | 26  | 15 | 8 | 3  | 43 | 15 | 53 |
| 2012  | УзЧ  | 4    | 26  | 14 | 7 | 5  | 37 | 20 | 49 |
| 2013  | УзЧ  | 3    | 26  | 18 | 4 | 4  | 64 | 27 | 58 |
| 2014  | УзЧ  | 3    | 26  | 16 | 7 | 3  | 45 | 21 | 55 |
| 2015  | УзЧ  | 3    | 30  | 19 | 5 | 6  | 46 | 20 | 62 |

## Виступи в турнірах під егідою КАФ
| Сезон | Турнір             | Раунд         | Клуб                                  | Вдома | На виїзді | Загальний      |
| ----- | ------------------ | ------------- | ------------------------------------- | ----- | --------- | -------------- |
| 2002  | Ліга чемпіонів АФК | 1             | Копетдаг (Ашгабат)                    | 2-0   | 1-0       | 3-0            |
| 2002  | Ліга чемпіонів АФК | 2             | Умеб (Душанбе)                        | 4-1   | 3-2       | 7-3            |
| 2002  | Ліга чемпіонів АФК | 3             | Аль-Вахда (футбольний клуб, Абу-Дабі) |       |           | 2-1            |
| 2002  | Ліга чемпіонів АФК | 3             | Аль-Кувейт Кайфан                     |       |           | 1-1            |
| 2002  | Ліга чемпіонів АФК | 3             | Естеґлал                              |       |           | 1-1            |
| 2002  | Ліга чемпіонів АФК | 1/2 фіналу    | Сувон Самсунг Блювінгз                |       |           | 0-3            |
| 2010  | Кубок АФК          | Груповий етап | Казма СК                              | 1-2   | 0-0       | Перше місце    |
| 2010  | Кубок АФК          | Груповий етап | Аль-Джаїш (Дамаск)                    | 1-1   | 2-1       | Перше місце    |
| 2010  | Кубок АФК          | Груповий етап | Аль-Ахед                              | 4-0   | 4-0       | Перше місце    |
| 2010  | Кубок АФК          | 1/4 фіналу    | Аль-Карама                            | x     | 0-1       | 0-1            |
| 2011  | Кубок АФК          | Груповий етап | Аль-Тілал (Аден)                      | 7-1   | 3-2       | Перше місце    |
| 2011  | Кубок АФК          | Груповий етап | Аль-Ансар (футбольний клуб, Бейрут)   | 3-0   | 4-1       | Перше місце    |
| 2011  | Кубок АФК          | Груповий етап | Демпо (футбольний клуб)               | 9-0   | 4-0       | Перше місце    |
| 2011  | Кубок АФК          | 1/8 фіналу    | Аль-Файсалі (Аман)                    | 1-0   | x         | 2-1            |
| 2011  | Кубок АФК          | 1/4 фіналу    | Чонбурі                               | 1-0   | 0-1       | 1-1 (4-3 пен.) |
| 2011  | Кубок АФК          | 1/2 фіналу    | Аль-Вахдат                            | 1-0   | 1-1       | 2-1            |
| 2011  | Кубок АФК          | Фінал         | Аль-Кувейт Кайфан                     |       |           | 2-1            |
| 2012  | Ліга чемпіонів АФК | Груповий етап | Аль-Джазіра (футбольний клуб)         | 1-4   | 2-4       | Четверте місце |
| 2012  | Ліга чемпіонів АФК | Груповий етап | Естеґлал                              | 0-0   | 0-2       | Четверте місце |
| 2012  | Ліга чемпіонів АФК | Груповий етап | Аль-Райян                             | 1-3   | 0-1       | Четверте місце |
| 2014  | Ліга чемпіонів АФК | 2             | Аль-Джаїш (футбольний клуб, Ар-Райян) | x     | 5-0       | 5-0            |

## Персонал

### Керівництво клубу
| Посада               | Ім'я           |
| -------------------- | -------------- |
| Президент клубу      | Оділ Теміров   |
| Генеральний менеджер | Шаміль Ярулін  |
| Спортивний директор  | Віталій Ні     |
| Виконавчий директор  | Янусйон Набієв |
| Прес-секретар        | Азіз Нуров     |

### Тренерський штаб
| Посада                       | Ім'я                |
| ---------------------------- | ------------------- |
| Менеджер (Головний тренер)   | Рузикул Бердиєв     |
| Помічник головного тренера   | Шухрат Тошпулатов   |
| Тренер з фізичної підготовки | Ільнур Сибагатуллін |
| Тренер воротарів             | Денис Іванков       |
| Лікар                        | Барат Ельмуратов    |
| Лікар-масажист               | Хамза Мавланов      |
| Лікар-масажист               | Андрій Безбородов   |
| Адміністратор                | Анвар Тукаєв        |

## Відомі гравці
- Володимир Долганов
- / Талят Шейхаметов
- Асрор Алікулов
- Сергій Андреєв
- Ризикул Бердиєв
- Еркін Бойдуллаєв
- Шохрух Гадоєв
- Мурод Зухуров
- Іслом Іномов
- Батир Караєв
- Максуд Карімов
- Ярослав Крушельницький
- Камоллідін Мірзоєв
- Фозіл Мусаєв
- Шавкат Саломов
- Кенжа Тураєв
- Лутфулла Тураєв
- Артем Філіпосян
- Нумон Хасанов
- Олександр Хвостунов
- / Володимир Шишелов
- Алішер Туйчиєв
- Шухрат Мамаджанов
- Рамаз Джабнідзе
- / Каха Гоголадзе
- Артур Геворкян
- Олег Баженар
- Георге Богю
- Сергій Крот
- Дмитро Козаченко
- Анатолій Маткевич
- Микола Павленко
- Андрій Яковлев
- Андрій Перепльоткін
- Іван Бошкович
- Джордже Івеля
- Боян Малишич
- Александр Петрович

## Головні тренери
| Тренер              | Період                       |
| ------------------- | ---------------------------- |
| Вікто Борисов       | 1997 — 1998                  |
| Віктор Макаров      | 1998 — 1999                  |
| Баходир Давлатов    | 2000 — 2004                  |
| Олег Морозов        | 2005                         |
| Бахром Хакімов      | 2006                         |
| Володимир Фомичов   | 2007                         |
| Віктор Кумиков      | 2008 — 2010                  |
| Анатолій Дем'яненко | серпень 2010 — січень 2012   |
| Рузикул Бердиєв     | січень 2012 — травень 2012   |
| Усмон Тошоєв        | травень 2012 — листопад 2012 |
| Рузикул Бердиєв     | листопад 2012 — теп. час     |